# ساحة التحرير (بغداد)

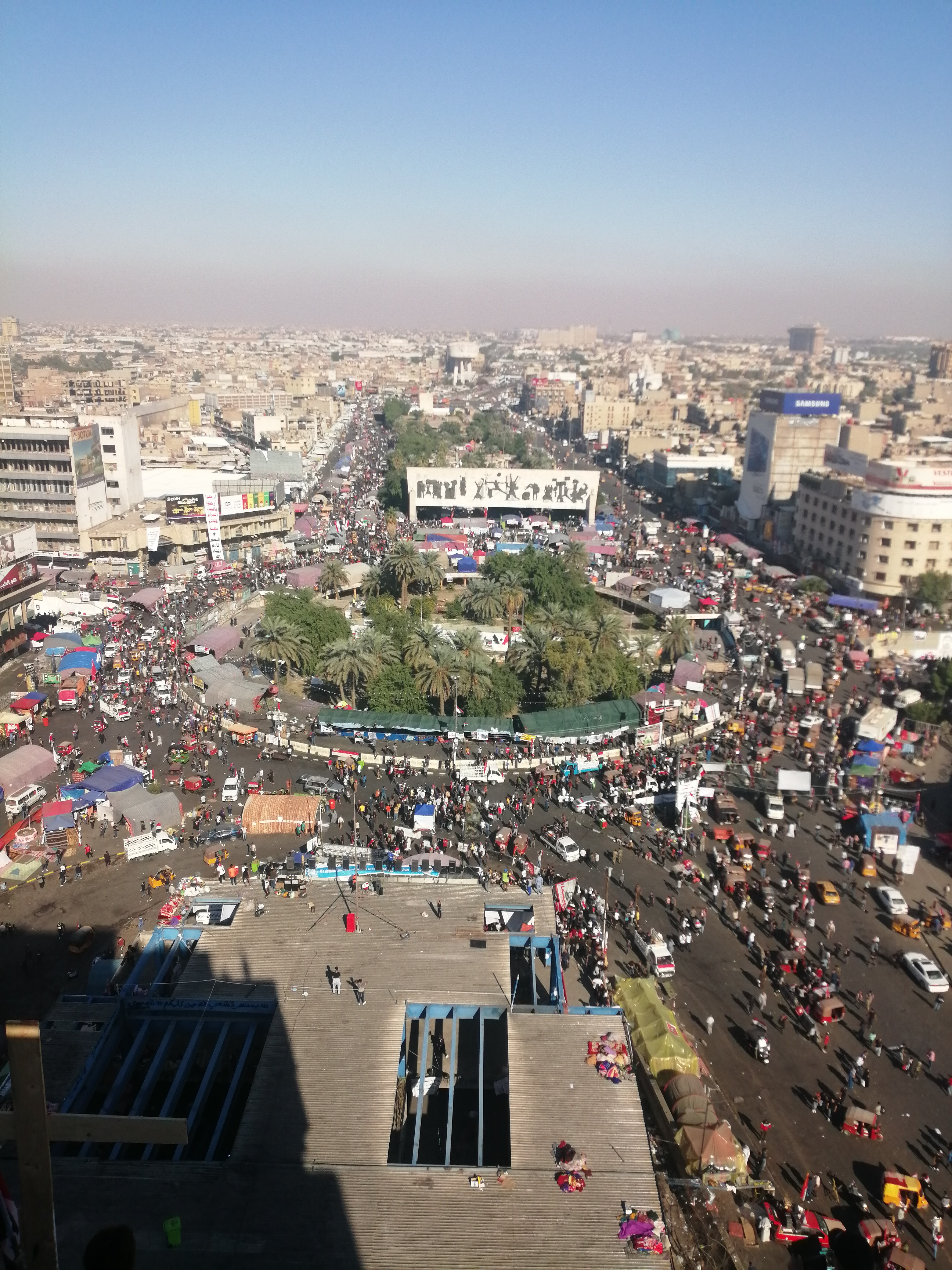
مشهد لساحة التحرير من أعلى طابق ببناية "المطعم التركي" خلال أحداث الاحتجاجات العراقية عام 2019 (ثورة تشرين)

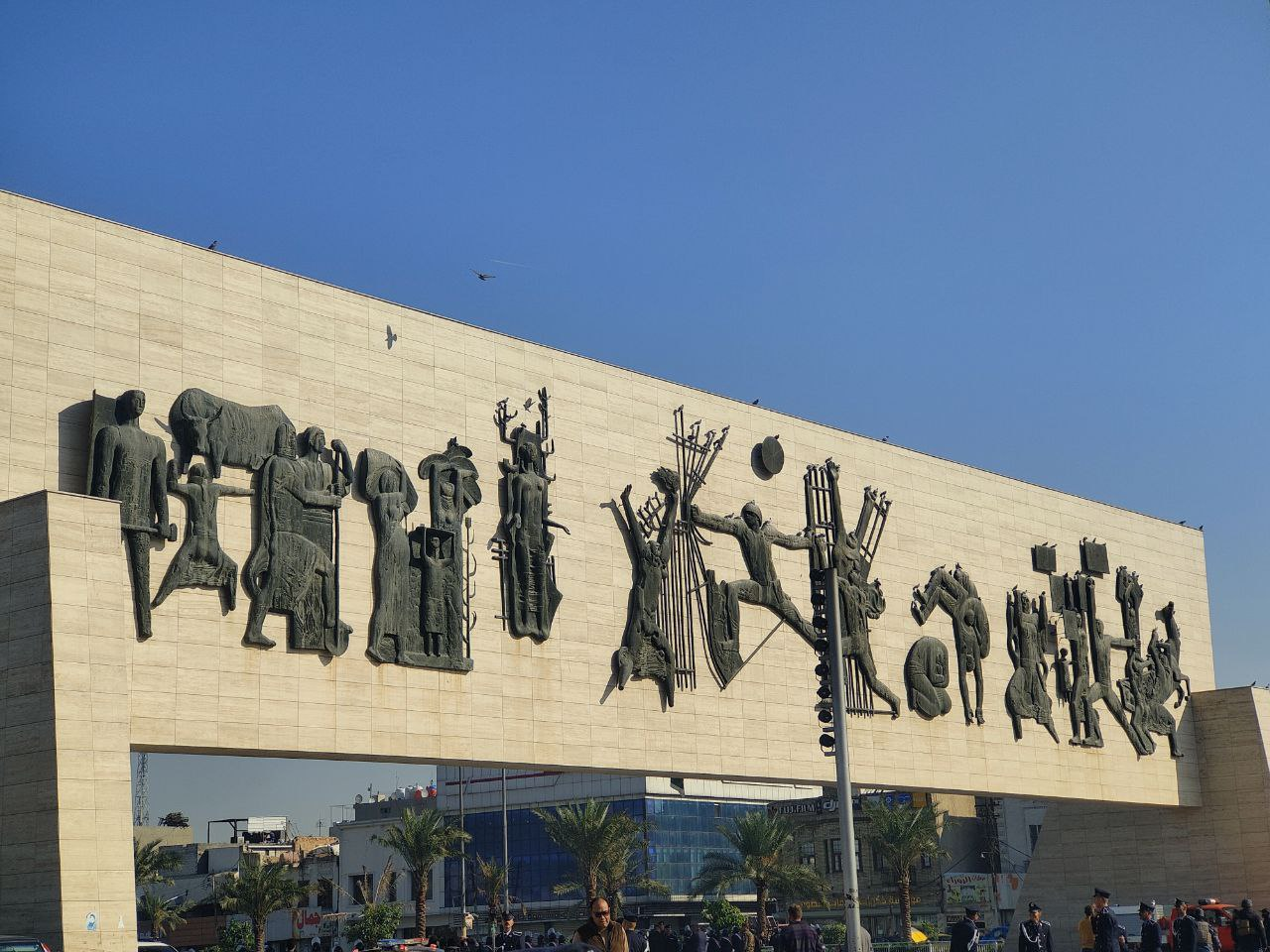
ساحة التحرير

جدارية ساحة التحرير على عملة 250 دينار عراقي سابقة

ساحة التحرير ( ساحة الملكة عالية سابقا) هي إحدى الساحات الرئيسية في وسط مركز مدينة بغداد عاصمة العراق والتي تقع في منطقة الباب الشرقي.
كان لهذه الساحة دورٌ مهمٌ في بعض الثورات والمسيرات والانتفاضات التي شهدتها مدينة بغداد، وسميت بساحة التحرير نسبة إلى التحرر من الاحتلال والأستعمار الاجنبي، ويزينها على الجانب الشرقي منها نصب كبير بعرف باسم نصب الحرية والذي صممه ونفذه النحات العراقي جواد سليم، حيث تقع واجهة النصب على ساحة التحرير وعلى الجانب الغربي من الساحة يقع جسر الجمهورية، والذي كان يسمى جسر الملكة عالية زوجة غازي بن فيصل بن الحسين ووالدة الملك فيصل الثاني.
وتقع على الجانب الشرقي حديقة الأمة، وعلى الجانب الشمالي شارع الجمهورية الذي كان يسمى شارع الملك غازي، والموازي لشارع الرشيد وعلى الجانب الجنوبي شارع السعدون، وعلى الجانب الأيسر للجسر تقع بناية مدرسة دجلة الابتدائية للبنات التي تأسست سنة 1921م، وثانوية العقيدة للبنات وهي من المدارس الجيدة في بغداد، وعلى الأيمن يقع مبنى المطعم التركي، كما وتوجد في الساحة عددا من المكتبات منها مكتبة النهضة.